# Bromme
Pour l’article homonyme, voir Walter Bromme.
La Bromme est une rivière française du Massif central qui coule dans les départements du Cantal et de l'Aveyron.
C'est un affluent de la Truyère en rive droite, donc un sous-affluent de la Garonne par le Lot.

## Géographie
De 30,3 km de longueur, la Bromme naît sur les pentes sud du massif du Cantal, sur le territoire de la commune de Pailherols, à huit kilomètres au sud du Plomb du Cantal, et au cœur du parc naturel régional des Volcans d'Auvergne. Il s'appelle aussi dans cette partie haute le ruisseau de la Beauté.
Son orientation générale suit un axe partant du nord et se dirigeant vers le sud. Après un parcours de plus de 30 kilomètres, elle se jette dans la Truyère en rive droite, à la limite entre les communes de Brommat et de Lacroix-Barrez.

### Départements et communes traversés
- Cantal : Pailherols
- Aveyron : Mur-de-Barrez, Taussac, Brommat, Lacroix-Barrez et Saint-Symphorien-de-Thénières

### Toponymes
La Bromme a un hydronyme voisin de la commune de Brommat.

### Bassin versant
La Bromme traverse une seule zone hydrographique 'La Beauté" (O773) de 128 km2 de superficie. Ce bassin versant est constitué à 69,20 % de « territoires agricoles », à 29,58 % de « forêts et milieux semi-naturels », à 0,61 % de « territoires artificialisés », à 0,58 % de « zones humides ».

## Principaux affluents
- Ruisseau de Griffoul 3 km
- Ruisseau de Lacapelle-Barrès 12,6 km
- Riou Migie 3,6 km
- Ruisseau de Pompialou 3,4 km
- Le Siniq 28,6 km
- Ruisseau Davignon  4,9 km

## Hydrologie

### La Bromme à Brommat
Le débit de la Bromme a été observé pendant une période de 59 ans (1948-2006), à Brommat, localité du département de l'Aveyron, située non loin du confluent avec la Truyère. La surface prise en compte est de 111 km2, c'est-à-dire plus de 90 % du bassin versant total de la rivière.
Le module de la rivière à Brommat est de 3,42 m3/s.
La Bromme présente des fluctuations saisonnières de débit importantes, avec des hautes eaux d'hiver portant le débit mensuel moyen à des niveaux situés entre 4,23 et 5,88 m3/s, de novembre à avril inclus (maximum en janvier). Dès le mois d'avril cependant, le débit diminue et cette baisse se prolonge tout au long du printemps (respectivement 4,28 puis 3,05 et 1,88 m3/s, d'avril à juin). Les basses eaux se déroulent en été, de juillet à septembre, avec une baisse du débit moyen mensuel allant jusque 0,80 m3/s au mois d'août, ce qui reste appréciable.

### Étiage ou basses eaux
Cependant, le VCN3 peut chuter jusque 0,043 m3/s, en cas de période quinquennale sèche, soit 43 litres par seconde, ce qui doit être considéré comme sévère.

### Crues
D'autre part, les crues peuvent être très importantes malgré l'exiguïté du bassin versant. Les QIX 2 et QIX 5 valent respectivement 57 et 86 m3/s. Le QIX 10 vaut 100 m3/s, tandis que le QIX 20 est de 120 m3/s. Enfin le QIX 50 se monte à pas moins de 150 m3/s. Ces chiffres dépassent ceux de l'Eure à Louviers, en fin de parcours, alors que le bassin de cette dernière est plus de 50 fois plus vaste.
Le débit instantané maximal enregistré à Brommat a été de 241 m3/s le 1er mai 1977, tandis que la valeur journalière maximale était de 90,5 m3/s le 13 janvier 1962. En comparant le premier de ces chiffres aux valeurs des différents QIX de la rivière, il apparaît que cette crue était largement supérieure au niveau défini par le QIX 50, et donc tout à fait exceptionnelle.

### Lame d'eau et débit spécifique
La Bromme est un cours d'eau très abondant, compte tenu de la taille de son bassin versant. La lame d'eau écoulée dans ce dernier est de 975 millimètres annuellement, ce qui est très élevé, et dû aux précipitations abondantes qui arrosent le massif du Cantal. C'est trois fois supérieur à la moyenne d'ensemble de la France, et très supérieur également aux bassins versants de la Garonne (384 millimètres par an), du Lot (446 millimètres par an), et de la Truyère (671 millimètres par an). Le débit spécifique (ou Qsp) atteint 30,8 litres par seconde et par kilomètre carré de bassin.

## Aménagement hydroélectrique de la Bromme
En 1932 le barrage de la Bromme a été construit, c'est un des plus anciens barrages du complexe de Brommat 1. Il a été mis en service en 1933. Il recevait les eaux du barrage de la Cadène situé sur la Truyère par un tunnel de 5.7 Km de long.
Ce barrage-voute, à crête déversante, de 36 mètres de hauteur et de 102 mètres de large a été construit dans une gorge granitique étroite à la hauteur de Rueyre. 
Les eaux de la Bromme et de la Truyère ainsi stockées au niveau du barrage de a Bromme assuraient, par des galeries le fonctionnement de la centrale de Brommat 1.
À la suite de la construction de deux nouveaux barrages , le barrage de La Barthe (135 m de long, 70 m de haut, 5 km de retenue, 8 millions de m3) sur la Truyère et le barrage de Salazat sur la Bromme, qui a permis un stockage plus important alimentant ainsi les deux centrales de Brommat 1 et Brommat 2, l'exploitation du barrage de la Bromme a cessé en 1975. EDF n'a pas détruit ce barrage. En 1977 le barrage de la Bromme a été percé d'un trou de 13 mètres de diamètre permettant l'écoulement naturel de la rivière en aval. Le "barrage troué" est accessible par un chemin partant derrière le poste de transformation de Rueyre. (Aller retour = 3 km et 200 de dénivelé.)
Aujourd'hui, le barrage de la Bromme constitue un vestige des premiers investissements réalisés au début du XXe siècle sur les vallées de la Truyère et de la Bromme.
En amont du barrage « troué » de la Bromme a été construit le barrage de Salazats lors du suréquipement de Brommat II. Ce petit barrage permet de dévier les eaux de la Bromme vers la Truyère en amont du barrage de La Barthe.